# 健康科学

健康科学（けんこうかがくかがく、英：health_sciences、独：Gesundheitswissenschaften）は、人間や動物の医療・健康に関わる応用科学であり、知識の研究・探求・蓄積やその知識を用いて病気の治療や健康増進に寄与する、そのために人間や動物の身体の仕組みを理解することの2つに分けられる。最も広い意味での健康科学や医学とは、「身体的」「精神的」な病気を診断、治療、予防するほか、人体の質を向上させ健康維持を促進する応用科学である。
医学と工学はすべて応用科学に含まれるが、こんにち理工系の基礎科学となるSTEM（自然科学、技術科学、工学基礎、数学）は応用科学としても十分に活用されている。ただし2018年に発表された報告書によると、2008年から2014年の間に応用科学で発表された医療医学のトランスレーショナルリサーチ（トランスレーショナル・メディシン参照）に関する研究は、基礎科学よりも多かった。
国民保健サービス（NHS、イギリス）によれば、ヘルスケア・サイエンスは、診断と治療をサポートする40以上の応用科学の分野を包含している。
世界保健機関の健康の定義に基づくと、健康科学は、健康と病気の身体的、心理的、社会的状態、およびそれらの全身的なつながりを扱う。また理論的、経験的、そして応用指向であり、公衆衛生への概念的なアプローチでは「社会のミクロ、メソ、マクロのレベル」を示す（Hurrelmann 2010、Mann、1996 を参照）。こうした複数レベルの視点をもち、個人だけでなく、多様な人々や集団、社会全体の健康状態、およびそれに伴う個人への影響にも焦点が当てられている。
以下のリストは、医学や健康科学など健康科学の大綱（英語: Outline）である。

## 健康科学とその諸分野
健康科学や医学とは、診断、治療、疾病予防の応用科学である。さまざまな病気の予防と治療の実践を通じて、人体の健康を維持し、回復させるものである（広義には、医学は「身体的」「精神的」な病気を診断、治療、予防し、身体の質を向上させる応用科学である）。 その分野には以下のようなものがある：
- 麻酔学 - 手術中の生命維持と麻酔を扱う。
- 血管学 - 循環障害の管理を扱う。
- 聴覚学 - 難聴の予防と治療に重点を置いている。
- 肥満学 - 肥満の原因、予防、治療を扱う。
- 循環器内科 - 心臓および血管疾患の管理を扱う。
- クリティカルケア医学 - 重症患者の生命維持と集中治療に重点を置く。
- 歯学 - 口腔の疾患、障害、病態の研究、診断、予防、治療。通常は歯列を対象とするが、口腔粘膜や隣接する関連構造・組織、特に顎顔面（顎と顔面）領域の疾患、障害、病態も扱う。
- 皮膚科学 - 皮膚、その構造、機能、疾患を扱う。
- 救急医学 - 救急治療室での治療に重点を置いている。
- 内分泌学 - 内分泌系の疾患を扱う。
- 家庭医学（Family Medicine） - あらゆる年齢層の人々に総合的な医療を提供する専門分野のひとつ。
- 消化器内科 - 消化器系の研究とケアを扱う。
- 一般内科（英語：family medicine）（しばしば家庭医学と呼ばれる） - プライマリーケアを専門とする。
- 老年医学（Geriatrics） - 高齢者の全般的な健康と福祉を扱う。
- 婦人科 - 女性の生殖システムと乳房の健康を扱う。
- 血液学（Hematology） - 血液と循環系を扱う。
- 肝臓学 - 肝臓、胆嚢、胆道系を扱う。
- 感染症学 - 感染症、特に複雑な症例や免疫不全患者の診断と管理を扱う。
- キネシオロジー（Kinesiology） - 人間または人間以外の動きの科学。
- 臨床病理学（英語：Clinical pathology） - 検査室診断検査と検査、検査結果の解釈を扱う。
- 医学物理学（英語：Medical Physics） - 医学や医療に応用される物理学の概念、理論、方法を扱う医学・科学の一分野。
- 神経学 - 脳と神経系を扱う。
- 腎臓学 - 腎臓を扱う学問。
- 腫瘍学 - 癌の研究
- 眼科学 - 眼を扱う。
- 整形外科学（Orthopaedic Surgery） - 筋骨格系の疾患を扱う外科学。
- 耳鼻咽喉科学 - 耳、鼻、のどを扱う。
- 病理学 - 病気の原因、経過、性質、進行に関する学問。
- 小児科学 - 小児全般の健康と福祉を扱う。
- 薬理学 - 薬物および合成医薬品の調製、使用、作用、およびそれらの実際的な応用に関する学問。
- 公衆衛生・予防医学 - 住民の健康に関するもの。
- 産業医学（産業保健、労働衛生学）
- 胸部医学 - 呼吸器系を扱う。
- 精神医学 - 精神障害の研究、診断、治療、予防を扱う。
- 画像診断学 - 病気の診断と治療のために医用画像を扱う。
- リウマチ学 - リウマチ性疾患の診断と治療を扱う。
- 内臓学- 内臓の研究と治療。
- 外科学 - 身体の機能を改善するため、または見た目を良くするために、病気や怪我を研究または治療するために外科手術を使用すること。
- 泌尿器科学 - 泌尿器系と男性生殖器系を扱う。
- 医用科学 - 臨床医学・高次医用科学、医用工学（臨床工学、医用生体工学）など。
- 獣医学 - 人間以外の動物の病気、障害、怪我の予防、診断、治療に用いられる。

## 一般的医療衛生科学の概念
- 疾病
- 療癒
- 健康
- 予防
- 衛生
- 保健
- 医療
  - 医療行為
  - 代替医療 - 代替医療一覧
  - 統合医療
- 医学
- 医療従事者
  - 医師
    - 歯科医師
    - 医師
    - 獣医師

  - 看護師
- 病院
- 医薬品
- 偽医療

### 診断方法
- 診察
  - 聴診
  - 叩診
- 病歴
- 医療検査
- 医用画像
  - X線
  - コンピュータ断層撮影（CT）
  - ポジトロン断層法（PET）
  - 核磁気共鳴画像法（MRI）
  - 単一光子放射断層撮影 （SPECT）
  - 超音波
  - 顕微鏡学
- 静脈穿刺
- 評分量表（英語: Rating scale）

### 治療方法
- 治療
  - 治療
  - 療法（支持療法、音楽療法、園芸療法など）
  - 応急処置
  - 救急処置
  - 歯科処置
  - 術式/手術
- 臨床

### 医療・衛生科学史
- 医学史